# Ernest Plet
Pour les articles homonymes, voir Plet.
Ernest Plet, né le 8 avril 1864 à Viesly (Nord) et mort le 24 mai 1929 à Grasse (Alpes-Maritimes) est un homme politique français.

## Biographie
Ouvrier tisseur puis tulliste, il fonde avec Eugène Fiévet le syndicat des ouvriers tullistes. Il est élu conseiller municipal de Caudry en 1892, devient adjoint au maire en 1900 et maire de Caudry de 1912 à 1919. Il est aussi conseiller général du canton de Clary de 1910 à 1922 et député du Nord de 1919 à 1928,.

## Sources
- « Ernest Plet », dans le Dictionnaire des parlementaires français (1889-1940), sous la direction de Jean Jolly, PUF, 1960 [détail de l’édition]